# 할로모나스 타이타닉
할로모나스 타이타닉은 그람 음성균, 할로필 유기체 및 프로테오박테리아종의 일종으로, RMS 타이타닉 잔해에서 서식하고 있다.
지난 1991년에 타이타닉 잔해에서 얻은 샘플을 바탕으로, 2010년에 박테리아를 먼저 분리해냈고, 연구원 헨리에타 만은 할로모나스 타이타닉같은 미생물이 타이타닉의 잔해물을 먹어 치우고 있어, 이후 2030년부터 타이타닉 잔해의 열화로 앞으로는 사라질 것이라고 밝혔다. 또한 이 박테리아가 심해의 석유 시추선과 유정, 기타 인공물에게는 잠재적인 위험을 안고 있는 것으로 밝혀졌지만, 생물적 환경정화에서는 해저에 가라앉은 난파선의 분해를 가속화하는데는 도움이 된다고 밝혔다.
지난 2016년 여름에 프랑스 그르노블에 있는 인스티튜트 라우랑게빈의 시설에서 중성자 회절 실험을 한 결과, 엑토인 분자가 이들 박테리아에 의해 바닷물이 막에서 발생하는 삼투압을 견뎌낸다는 것을 보여주었다. 앞으로 20년에서 50년사이에 타이타닉의 잔해는, 할로모나스 타이타닉에 의해 앞으로는 보지 못하게 될것이다.

## 같이 보기
- RMS 타이타닉